# Rio Itapecerica
O rio Itapecerica é um curso de água brasileiro, afluente da margem esquerda do rio Pará e subafluente do rio São Francisco. O rio tem sua origem na confluência dos ribeirões Vermelho, do Gama e Santo Antônio, no município de Itapecerica e percorre cerca de 123 quilômetros até desaguar no rio Pará, no município de Divinópolis.
Suas águas banham três municípios: Itapecerica, São Sebastião do Oeste e Divinópolis. Neste município, uma porção das águas do rio é captada por uma adutora e conduzida até a estação de tratamento de água ETA Itapecerica, que fornece água tratada no município em conjunto com a ETA Pará, que trata água captada do rio Pará.
Segundo estudos de vazão da Universidade Federal de Viçosa e do Instituto Mineiro de Gestão das Águas, o rio Itapecerica deságua no Pará a uma vazão média calculada de aproximadamente 27,5 metros cúbicos por segundo. Os mesmos estudos indicam que a vazão mínima Q7,10 medida na foz é de aproximadamente 6,238 metros cúbicos por segundo.